# Lawsonia bezbronna

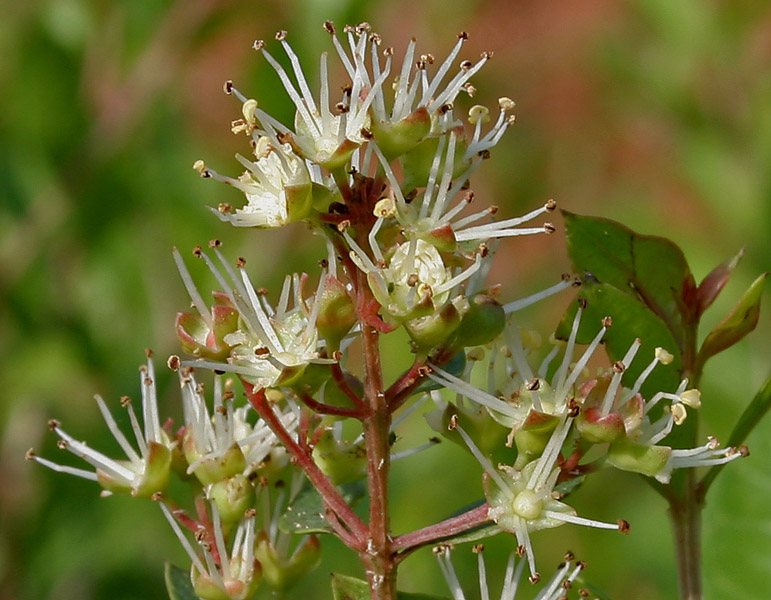
Kwitnące pędy

Lawsonia bezbronna (Lawsonia inermis L.) – gatunek rośliny z rodziny krwawnicowatych (Lythraceae). Nazywany jest także hennowym krzewem lub nadbarwią bezbronną. Jedyny przedstawiciel monotypowego rodzaju lawsonia (Lawsonia)  Linn., Sp. Pl. 349. 1753. Kwitnie od października do listopada. Często uprawiany ze względu na pachnące kwiaty i pomarańczowoczerwony barwnik – hennę – pozyskiwany z liści.

## Rozmieszczenie geograficzne
Pochodzi z obszarów tropikalnych Afryki (Egipt, Etiopia, Somalia, Sudan, Demokratyczna Republika Konga, Benin, Burkina Faso, Wybrzeże Kości Słoniowej, Gambia, Ghana, Gwinea, Gwinea Bissau, Liberia, Mali, Niger, Nigeria, Senegal, Sierra Leone, Togo, RPA (KwaZulu-Natal), Komory, Seszele) oraz Azji (Indie, Pakistan, Sri Lanka). Jako gatunek introdukowany lub zawleczony rozprzestrzenił się w wielu innych jeszcze krajach świata. Jest uprawiany w Egipcie, Libii, Sudanie, Nigrze, Indiach i Pakistanie.

## Morfologia
PokrójKrzew o wysokości 2–6 m. Pędy nagie, starsze z cierniami.
LiścieEliptyczne do jajowatych, zaostrzone lub tępe na szczycie i zbiegające w krótki ogonek, całobrzegie. Osiągają 8–44 mm długości i 2–20 mm szerokości.
KwiatyNieduże, pachnące, zebrane w szczytowe wiechy. Mają 4-działkowy kielich, koronę złożoną z 4 pofałdowanych płatków, (4)–8–(12) pręcików i pojedynczy słupek.
OwoceSuche, kuliste torebki o średnicy 4–8 mm, zawierające drobne, brązowe nasiona.

## Zastosowanie
- Roślina kosmetyczna. Sproszkowane i ugotowane w wodzie liście lawsonii oraz pędy są używane do produkcji barwnika zwanego henną, najstarszego kosmetyku Starego Świata używanego do dzisiaj[8]. Najwcześniej stosowali ją Egipcjanie, cytowana jest też w biblijnej Pieśni nad pieśniami (1,14)[9].
- Henna stosowana była również w medycynie ludowej na okłady przy aftach, oparzeniach, obrzękach oraz przy bólu głowy[9].
- Kwiaty używane są do produkcji olejku eterycznego zwanego olejkiem cypryjskim, mającego zastosowanie w perfumerii[5].
- Roślina ozdobna, uprawiana w krajach o klimacie tropikalnym (strefy mrozoodporności 10-12)[10].